# Florian Cazalot
Pas d'image ? Cliquez ici

a Compétitions nationales et continentales officielles uniquement.

b Matchs officiels uniquement.
Dernière mise à jour le 29 novembre 2024.
Florian Cazalot, né le 22 avril 1985 à Aire-sur-l'Adour (Landes), est un joueur de rugby à XV évoluant au poste de talonneur ou de pilier (1,81 m pour 108 kg).

## Palmarès

### En sélection nationale
- International -18 ans : trois sélections en 2003 (pays de Galles, Écosse, Angleterre).[réf. nécessaire]
- International -21 ans : 
  - 2004 : participation au championnat du monde en Écosse, deux sélections (Italie, Argentine).[réf. nécessaire]
  - 2006 : appelé au championnat du monde en France, à la suite de la blessure de Damien Weber, il ne participe à aucun match[2].
  - Deux sélections, un essai en 2005-2006 (Irlande, pays de Galles)[réf. nécessaire].